# Liešťany
Liešťany (in tedesco Leschen, in ungherese Lestyén) è un comune della Slovacchia facente parte del distretto di Prievidza, nella regione di Trenčín.
Fu menzionato per la prima volta in un documento storico nel 1332  quando apparteneva ai nobili Divéki/Diviacký. Nel 1348 passò ai Rudnay che insediarono qui alcuni minatori tedeschi.
Del comune fanno parte le frazioni di Dobročná (in tedesco Gutenberg, in ungherese Dobrocsna), famosa per una miniera d'oro, sfruttata nel Medioevo, e Lomnica (in tedesco Lomnitz, in ungherese Lomnica).